# 阮閱
阮閱（?—?），字閎休，一字美成，自號散翁，亦號松菊道人，舒城（今安徽省舒城縣）人，宋朝政治人物。
元豐八年（1085年）進士，榜名美成，初為錢塘幕官，後以戶部郎官出任知巢縣。宋徽宗崇寧二年（1103年）知晉陵縣。宣和中期，為郴州太守。建炎初年，知袁州。晚年寓居宜春。著有《詩話總龜》、《郴江百詠》、《巢令君阮戶部詞》一卷、《總龜先生松菊集》五卷。